# Petolisni bršljan
Petolisni bršljan (lat. Parthenocissus quinquefolia) je višegodišnja, listopadna biljka iz familije Vitaceae. Svrstana je među sporadično invazivne biljke. Potiče iz centralnih i istočnih oblasti Severne Amerike, kao i Meksika.

## Opis
Višegodišnja, listopadna, brzorastuća puzavica, dotiže dužinu od 15-20 (30) m. Stabljika je drvenasta, na nodusima su naspramno postavljene vitice i listovi. Grančice su crvene, vitice imaju 5-8 ogranaka, koji se skraćuju odozdo prema vrhu, a na samom vrhu se proširuju u pijavke (athezivne diskove).
List je prstasto složen, sastavljen od pet listića na drškama, koji su eliptični ili obrnuto jajasto izduženi, dugi 5-10 cm.
Cvetovi su istni, hermafroditni, aktinomorfni, zelenkasti, grupisani u metličaste cvasti, koje čine veliki broj cvetova. Cveta od juna do avgusta, a oprašivanje vrše insekti. Plodovi su bobičasti, oko 6 mm u prečniku, sivkasti do tamnoplavi ili crveni, podsećaju na grožđe, sa 2-3 semena u svakoj bobici. Seme klija tokom prve ili druge godine, koju provode u zemlji. Raznose ga uglavnom ptice, koje se njime rado hrane. Plodonosi od avgusta do oktobra. Razmnožava se semenom, ali i vegetativno.

## Poreklo vrste
Vrsta vodi poreklo iz Severne Amerike i istočne Kanade.
U Evropu je uneta kao biljka za uređivanje prostora početkom XX veka, s obzirom na to da je vrlo dekorativna (listovi u jesen poprimaju žutu i purpurnu boju). Najviše je sađena na ogradama i pored zidova, pa je tako česta po fasadama kuća i zgrada u Beogradu. Otporna je na bolesti i insekte i dobro prilagođena gradskim uslovima. Tolerantna je na zagađenje, zaslanjenost, vetar i uopšte dobro podnosi nepovoljne uslove, pa ju je zato i teško ukloniti sa staništa. Korišćena je i za kontrolu erozije i stabilizaciju zemljišta.
Formira populacije različite gustine, od pojedinačnih individua do gustih populacija od nekoliko stotina jedinki. Guste populacije u jesen daju celom lokalitetu jarkocrvenu boju. Predstavlja pretnju autohtonoj vegetaciji zbog kompeticije za prostor, svetlost, nutrijente. Plodovi su otrovni, jer sadrže oksalnu kiselinu, pa mogu biti štetni po ljudsko zdravlje, pa i zbog toga što izazivaju iritaciju kože ili kontaktni deramtitis.
Morfološki je slična vrsti P. incerta, od koje se prvenstveno razlikuje po tipu adhezivnog mehanizma. Vrsta P. quinquefolia ima više granate rašljike i svaki ogranak se završava pijavkom, što ovoj vrsti omogućava da se penje po vertikalnim površinama. Zahvaljujući adhezivnim diskovima može se održati i po potpuno glatkim površinama.

## Rasprostranjenje u Srbiji i stanište
Široko je rasprostranjena.
Javlja se duž ivica šuma na napuštenim staništima, na kamenjarima, na ogradama, zidovima kuća i zgrada, pored puteva ili pruga. Raste na skoro svim tipovima zemljišta. Preferira osunčana staništa, ali se dobro razvija i u hladu.

## Mere kontrole i suzbijanja
Mehanička kontrola podrazumeva sečenje stabljike do zemlje, što se mora ponoviti nekoliko puta da bi se uništili novonikli izdanci i postepeno iscrpela biljka. Razmnožava se vegetativno, ukorenjivanjem poleglih delova stabljike na mestima gde dodiruju zemlju ili delovima stabljike koji su mehanički otkinuti i na čijim se nodusima obrazuju adventivni korenovi.

## Sinonimi
- Ampelopsis hederacea Ehrh.
- Ampelopsis quinquefolia Michx.
- Cissus hederacea Pers.
- Cissus quinquefolia Raf.
- Quinaria quinquefolia (L.) Koehne
- Vitis hederacea Ehrh.
- Vitis quinquefolia (L.) Lam.
- Ampelopsis pubescens Schltdl.
- Parthenocissus engelmannii Koehne & Graebn.
- Parthenocissus pubescens (Schltdl.) Graebn.
- Vitis pubescens (Schltdl.) Miq.
- Ampelopsis quinquefolia var. pubescens (Schltdl.) L. H. Bailey
- Parthenocissus quinquefolia f. engelmannii (Koehne & Graebn) Rehder

## Galerija
- Petolisni bršljan
- List
- Plod
- Listovi pocrvene na jesen